# Давид Фоґель
Дави́д Фо́ґель (* 1891, містечко Сатанів Проскурівського повіту Подільської губернії, нині смт Городоцького району Хмельницької області — † 1944) — єврейський поет і прозаїк, який писав на івриті.

## Біографія
Фоґель зростав у родині дрібного крамаря, рано пізнав нужду. Навчався в хедері. 1909 року поїхав до Вільно, звідти до Одеси, Лемберга (Львова), а 1912 року — до Відня. Працював вантажником, деякий час — дрібним службовцем. Під час сіоністського конгресу 1913 року підробляв, обслуговуючи конгрес. На початку Першої світової війни був інтернований як підданий ворожої держави і майже два роки провів в ув'язненні.
Де б не жив Фоґель, він відчував себе випадковим постояльцем; ніколи не брав участі в жодних національних або громадських рухах; нерідко до нього приходили думки про самогубство. 1925 року Фоґель виїхав із Відня до Парижа. 1929 року оселився в Ерец-Ісраелі (в британській підмандатній Палестині) і намагався жити письменницькою працею. Проте публікації не приносили доходу, і 1930 року Фоґель повернувся в Європу. Він жив у Відні, Берліні, здійснив поїздку по Галичині з лекціями про сучасну літературу на івриті, а наприкінці 1931 року знову прибув у Париж.
На початку Другої світової війни Фогеля знову інтернували, цього разу в Парижі як підданого Австрії. Після капітуляції Франції Фогеля звільнили, а потім знову заарештували і 7 лютого 1944 року депортували до Німеччини як єврея.